# Drei Frauenleben
Drei Frauenleben ist ein Werk von Natalie Zemon Davis. Es erschien 1995 unter dem englischen Originaltitel Women on the Margins. Three Seventeenth-Century Lives und wurde von Wolfgang Kaiser ins Deutsche übersetzt und 1996 im Berliner Wagenbach Verlag veröffentlicht. Es wird der Gattung der Mikrogeschichte zugeordnet, da es sehr detaillierte Analysen von kleineren Einheiten (in diesem Fall auf der Stufe Individuum) vornimmt, und so einen Blick auf die Details ermöglicht, die sonst drohen unterzugehen.

## Erkenntnisinteresse und Vorgehen
Mit diesem Werk beabsichtigte Natalie Zemon Davis aufzuzeigen, wie sich Religion auf das Leben einer Frau des 17. und 18. Jahrhunderts auswirkte. Sie thematisiert dabei die vorherrschenden Geschlechterhierarchien und die weibliche Selbstverwirklichung zu dieser Zeit. Dazu erzählt sie die Geschichte dreier Frauen, die ihre eigenen, damals eher ungewöhnlichen Wege gingen. Alle drei stammten aus unterschiedlichen religiösen Gemeinschaften und sind von verschiedener sozialer Herkunft:
- Eine jüdische Großhändlerin aus Hamburg, die auch als Witwe in ganz Europa Geschäfte tätigte.
- Eine katholische Französin, die ihren Sohn verlässt, nach Kanada aufbrach und dort die Indianer missionierte.
- Eine protestantische Frankfurterin, die sich scheiden ließ, um in Mittelamerika die Flora und Fauna zu erforschen.

Davis nimmt eine beobachtende Perspektive ein und analysiert das Leben der drei Frauen anhand der hinterlassenen Autobiografien, Briefe, entomologischen Texte oder Informationen von Personen in deren Umfeld. Zum Abschluss nimmt die Autorin einen Vergleich der drei Frauen vor und sucht nach Gemeinsamkeiten und Unterschieden in ihren Lebenswegen und Lebenschancen. Obschon die Lebenswege der drei Frauen ähnlich waren und sie alle mit der Erfahrung, dass Machtstrukturen den Frauen eine zusätzliche Bürde auferlegt wurde, sowie alle mit einer spirituellen Offenbarung konfrontiert wurden, wird eine Divergenz aufgrund der unterschiedlichen Lebenschancen sichtbar. Diese äußert sich hauptsächlich in Verhaltensmuster, die von der jeweiligen religiösen Kultur des 17. Jahrhunderts geprägt waren und die Bestimmung, was das Los und die Berufung für Frauen sei, prägten. Alle drei wiesen jedoch eine starke Lebensenergie auf und verfügten über ein sicheres Urteil und Auge, welche sie alle in ihrer eigenen Art einsetzten.

## Inhaltszusammenfassung
Das Buch von Davis beginnt mit einem Prolog, der aus einem fiktiven Gespräch dreier Frauen besteht, die verschiedenen Religionen angehörig waren: eine Jüdin, eine Katholikin und eine Protestantin.
Die erste Geschichte des Buches dreht sich um die jüdische Kauffrau Glikl bas Judah Leib. Glikl, die im 17. und 18. Jahrhundert lebte und in dieser Zeit 14 Kinder gebar. Sie war die erste deutsche Frau, die eine bedeutende Autobiographie schrieb, die bis heute erhalten blieb. Die Autobiographie, die sich über acht Bücher erstreckt, begann sie zu schreiben, um die Trauer über den frühen Tod ihres ersten Mannes zu überwinden. Schlussendlich schrieb sie diese Memoiren jedoch als Leitfaden und Erinnerung für ihre Kinder. Das Original ihrer Biografie ist heute nicht mehr erhalten, jedoch eine Abschrift, die einer ihrer Söhne anfertigte.
Die zweite Geschichte des Buches handelt von der Französin Marie de l’Incarnation. Die Mutter eines Sohnes und ab ihrem zwanzigsten Lebensjahr verwitwet, verließ als Dreißigjährige ihren Sohn und lebte in einem Ursulinenkloster. Zehn Jahre später übersiedelte sie nach Kanada und gründete dort die erste Mädchenschule Nordamerikas für Töchter von Siedlern. In den dreißig Jahren, die sie bis zu ihrem Tod in Kanada verbrachte, schrieb sie viele Briefe an ihren Sohn, die im Gegensatz zu ihren in Algonkin verfassten Schriften großteils überliefert sind. Diese Briefe schrieb sie, nach eigener Aussage, ohne vorgefassten Plan und überarbeitete diese im Gegensatz zu Glikl bas Judah Leib nicht. 1654 verfasste sie eine Autobiographie, die für die geistliche Bildung ihres Sohnes bestimmt war.
Die dritte Geschichte des Buches widmet sich Maria Sibylla Merian, einer Protestantin aus Frankfurt am Main. Die Mutter zweier Töchter genoss bereits während ihrer Ehe einen hervorragenden Ruf als Malerin und Kupferstecherin. Auch ihr Leben wurde wie das von Glikl und Marie durch Religion gestaltet und beeinflusst. Im Gegensatz zu den beiden, verlor sie ihren Mann nicht, sondern trennte sich von ihm und schloss sich einer pietistischen Bewegung an. Nach mehreren Jahren begann sie ihre Meinung gegenüber den Labadisten jedoch zu revidieren und zog mit ihren Töchtern nach Amsterdam. Mit ihrer Tochter Dorothea unternahm sie als 52-jährige eine zweijährige Reise nach Suriname, um Insekten und Pflanzen zu beobachten und sammeln. Die dokumentierte Reise wurde nach ihrer Rückkehr in einem Band publiziert. Aufgrund der fehlenden Autobiographie oder Briefe stützt sich Davis in dieser dritten Geschichte auf die entomologischen Texte und die Menschen im Umfeld von Maria als Quellen.

## Rezeption
In Christine Adams Rezension des Werkes wird die anschauliche Beschreibung der Frauen gelobt. Dank der breiten Quellenlage werden, vor allem Glikl und Marie de l’Incarnation, dem Leser lebhaft vergegenwärtigt, was bei Maria Sibylla Merian aufgrund der Quellen, die keine persönlichen Briefe oder Autobiografie umfassen, sich schwieriger gestaltete. Eine entscheidende Frage jedoch stellen sich die drei Frauen in der Einführung des Werks auch selbst: Was verbindet diese drei Geschichten? Glikl scheint eine sehr traditionelle Frau zu sein, vor allem im Vergleich mit Marie und Maria, die beide die Geschlechtergrenzen stärker herausgefordert hatten. Auch die Reise nach Québec beziehungsweise Suriname der zwei Frauen verbindet die beiden. Schade jedoch, dass Davis dabei deren Erfahrungen nicht stärker verknüpft, indem sie beispielsweise die Sicht von Merian auf die Einheimischen und Ureinwohner von Suriname und die Sicht von Guyart auf die Ureinwohner von Québec vergleicht. Der Vergleich ist allgemein ein Aspekt, der im Werk fehlt. Während gewisse Themen in allen Kapiteln behandelt wurden, wie zum Beispiel der Einfluss von Religion auf das Leben der jeweiligen Frau, wurden die geschlechterspezifischen, individuell unterschiedlichen Erfahrungen, die die Frauen machten sowie die Wichtigkeit von Verwandtschaft etwas vernachlässigt. Durch mehr vergleichende Analyse hätten die drei einzelnen Teile zu einem Ganzen geformt werden können. Ein weiterer Kritikpunkt wird beim englischen Ausdruck: «living on the margins» geäußert. Die meisten Individuen in der Geschichte der Menschheit hätten «on the margins» gelebt. Obwohl weit weg von politischer Macht oder der Möglichkeit von kultureller Einflussnahme, hatten diese Frauen nichtsdestotrotz einen Einfluss auf ihr Umfeld.
Patricia Seed geht in ihrer Rezension auf die Frage ein: Lebten diese Frauen wirklich «on the margin»? Die ungleichen Erzählungen der drei Frauen folgen immer dem Muster einer klassischen Biografie, von der Geburt über die Hochzeit und das Kinderkriegen bis zum Tod. Dabei werden familiäre Verhältnisse zu Eltern, Ehemann und Kindern ebenso thematisiert wie persönliche Tragödien und Erfolge. Zwei der drei Frauen waren an der Kolonisation der neuen Welt beteiligt; dies hat heute jedoch nicht mehr dieselbe Auswirkung auf die Leserschaft wie dies früher der Fall war. Wäre die Geschichte jedoch aus der Sicht der Ureinwohner erzählt worden, wäre der Blick auf die Protagonistinnen in einem anderen Licht erschienen. Aus deren Sicht wären Maria Sibylla und Marie de l’Incarnation kaum als «women on the margins» wahrgenommen worden, sondern genauso wie alle anderen Kolonialherren, die über ihr Leben bestimmten. Die Möglichkeit der beiden in die Neue Welt zu reisen eröffneten ihnen unglaubliche Chancen, denn viele der mächtigen europäischen Kolonialherren starteten aus denselben bescheidenen Verhältnissen wie die beiden Frauen. Somit unterscheiden sich ihre Ambitionen und ihre soziale Position minimal von vielen der männlichen Pendants, die ihr Glück in der Neuen Welt suchten. Hätte Davis die Komplexität der Positionen dieser beiden Frauen – Elite in der Neuen Welt, marginalisiert in Europa – miteinbezogen, wäre die Vielschichtigkeit ihrer Geschichten besser zum Tragen gekommen. Alle drei Frauen besetzten ambivalente Positionen, manchmal sehr zentrale, manchmal auch klar marginalisierte. Es lässt die Vermutung nahe, dass jeder soziale Status, inklusive Elite, in ähnlicher Weise komplex ist.
Zur Thematik der Geschlechterrollen äußert sich Laura Gowing. Sie vertritt die Meinung, dass alle drei Frauen aus dem Werk völlig unterschiedlichen religiösen Hintergründen entstammen und sich trotzdem sehr ähnlich sind aufgrund des Glaubens. Alle waren in den Rollenbildern des 17. Jahrhunderts gefangen und versuchten innerhalb diesen Rollenbildern und Vorgaben das Beste aus ihrem Leben zu machen. Die Geschlechterrollen wurden von ihnen herausgefordert und der unterschiedliche Glaube zeigt, dass Religion nur einen nebensächlichen Einfluss auf die Vorstellungen der Geschlechterrollen hatte. Die Darstellung der drei Frauenleben ermöglicht uns einen breiten Blick auf die soziale, spirituelle und kulturelle Welt der Frauen dieser Zeit. Es ermöglicht Forschenden einen anderen Sichtpunkt einzunehmen und eröffnet andere Herangehensweisen an dieses Feld. Die Mikrogeschichte ermöglicht eine andere Perspektive auf die Gegebenheiten und löst sich von einer hohen Flughöhe, welche bei der Makrogeschichte zum Einsatz kommt. Davis setze die Stilmittel einer Biografie gekonnt ein, um die Geschichte zu dehnen und zu vertiefen. Das Werk bietet neben anderen wie zum Beispiel: «Gender, Sex and Subordination in England 1500-1800» von Anthony Fletcher; oder auch «The Prospect before Her: A History of Women in Western Europe. Volume One 1500-1800» von Olwen Hufton eine große Zunahme an möglichen Quellen um Genderfragen in der frühen Moderne zu analysieren.
Wieso porträtiert Davis eigentlich drei verschiedene Religionen? Davis selbst sagt, sie habe eine Jüdin, eine Katholikin und eine Protestantin ausgewählt, um zu untersuchen, welchen Unterschied die Religion in einem damaligen Frauenleben ausmachte, welche Türen dadurch geöffnet wurden oder welche sich schlossen. So vermag sie beispielsweise bei Glikl bas Judah Leib durch die Rekonstruktion der Autobiographie so nah an die Protagonistin heranzutreten, dass auch der moderne Leser sich in die damalige Situation versetzen und Glikls Sicht auf Sünde und Leid oder ihre Beziehungen mit Gott, der jüdischen Gemeinde, Freunden und Familie nachempfinden kann. Auch bei Marie de l'Incarnation finden sich ähnliche Motive: die Angst vor dem Verlassen oder Verlassen-werden, der Kampf gegen die Melancholie oder die Selbstfindung im Angesicht der Probleme des täglichen Lebens. Marie, unter Einfluss ihrer Religion und deren Auslegung, kommt jedoch zu anderen Schlüssen wie ihr Lebenspfad aussehen solle. Maria Sibylla Merian führte, wie die zwei anderen Akteurinnen, ein abenteuerliches Leben, geprägt von ihrer Ansicht der Religion. Charmarie J. Blaisdell hebt in ihrer Rezension das Werk als wichtigen Beitrag zu verschiedenen geschichtswissenschaftlichen Teilbereichen hervor. Erwähnenswert seien hierbei die Recherche und Methodologie der Autorin.
Sind die drei Geschichten repräsentativ für Frauen dieser Zeit? Nach Karen Ordahl Kupperman darf keines der drei beschriebenen Frauenleben als ein typisches Frauenleben für die Zeit des 17. Jahrhunderts bezeichnet werden, da alle drei ein hohes Bildungsniveau aufwiesen. Ebenso waren alle drei erfolgreiche Geschäftsfrauen, konnten mit verändernden Situationen umgehen und kannten den Wert der Güter für ihre Handelspartner. Nichtsdestotrotz zeigt jede einzelne Biografie die Unsicherheiten des damaligen Lebens und den externen Einfluss auf das Schicksal der drei Frauen. Jede der drei Frauen war beeinflusst von einer der religiösen Bewegungen, die auf dem europäischen Kontinent existierten. Die religiöse Selbstbezeichnung führte zu Vor- und Nachteilen und beeinflusste deren Stolz und Demut. Davis schafft es die drei Leben und ihre Leitmotive zu verorten und vertieft darzustellen, weigert sich aber diese unter den Bedingungen der traditionellen Geschichtsforschung zu interpretieren. Sie lädt stattdessen den Leser ein, sich auf eine Reise zu begeben und selbst Bedeutungen in die Geschichten hineinzulesen.
Wieso ist dieses Werk dem Genre der Mikrogeschichte zuzurechnen? Nicht die Wahl der Subjekte, sondern die Vorgehensweise, die Davis wählt, repräsentiert diese neue Art der Geschichtsschreibung. Sie verarbeitet drei Mikrogeschichten und lässt dabei wichtige Details wie Machtverhältnisse in die Biografie der drei Frauen einfließen.
Das Werk von Davis wird von Dalia Judovitz als ein signifikanter Beitrag zum Feld der Geschichte wie auch der Biografie gezählt. Die präsentierten Leben sind exemplarisch, nicht jedoch, weil diese von zentraler Bedeutung für die Geschichtsschreibung sind, sondern weil alle drei einen Weg suchten, sich von der Position am Rande zu lösen und ihre eigene Marginalität zu überwinden. Dies versuchten sie, indem sie Autobiografien schrieben oder sich künstlerisch betätigten und dabei die weibliche Identität neu gestalteten. Diese sind in ihrer Art nicht universell, aber zeigen die Situation und den Einsatz, den Frauen des 17. Jahrhunderts erbringen mussten, um sich aus ihrer Situation zu befreien – unabhängig von ihrer Religion. Obschon alle drei erfolgreiche Geschäftsfrauen waren, wurden sie als Angehörige des Nicht-Adels von den politischen und sozialen Zentren sowie der Schalthebel der Macht ausgeschlossen.

## Pressestimmen
«Dieses Meisterstück moderner Geschichtsschreibung kann man nicht oft genug lesen. Nicht nur, weil es Natalie Zemon Davis gelingt, die besonderen Schwierigkeiten und Chancen von Frauen in der Frühen Neuzeit dadurch aufzudecken, dass sie der geschlechtsspezifischen Besonderheit ihrer Lebensbedingungen Rechnung trägt, sondern auch, weil sie beispielhaft vorführt, wie beredt Quellen sein können, wenn man sie nicht auf ihren vermeintlich faktischen Gehalt reduziert. Drei Frauen unterschiedlichen Glaubens, die ungewöhnliche Zeugnisse hinterließen und ungewöhnliche Leben führten, haben in Natalie Zemon Davis ihre große Biographin gefunden.» Rebekka Habermas, Süddeutsche Zeitung
«“Ihr seid alle zu neuen Ufern aufgebrochen, habt versucht, etwas zu tun, was niemand vor Euch getan hat”, sagt Natalie Zemon Davis im Prolog zu ihren drei Protagonistinnen. Nach der Lektüre des Buches möchte man hinzufügen: Diese verbindende Leidenschaft für Neues und Unerprobtes führt die drei Autorinnen aus dem 17. Jahrhundert in so unterschiedliche Gefilde, dass wenig Gemeinsamkeiten bleiben. Hieraus resultiert eine große Spannung. Dass Natalie Zemon Davis diese in einer Mischung aus Gelehrsamkeit und literarisierender Darstellung offen hält, macht den Reiz dieses Buches aus.» Barbara Hahn, Die Zeit
«Natalie Zemon Davis hat drei Frauenleben exemplarisch für die Möglichkeit und die Grenzen weiblicher Identität und Lebensgestaltung in der Frühen Neuzeit herausgegriffen – 'femmes fortes', starke Frauen mit außergewöhnlichen, 'ex-zentrischen' Schicksalen, die aber dennoch Rückschlüsse auf die 'alltäglichen' Besonderheiten der weiblichen Lebensführung zulassen. Der Blick auf das 'Ex-zentrische' dieser Frauen ermöglicht eine neue und ebenso überraschende wie relativierende Sicht auf die politischen, sozialen und kulturellen Zentren der Zeit und belegt einmal mehr, wie viel die Geschichtsschreibung von diesem 'neuen Blick' profitieren kann, den die Frauen- und Geschlechtergeschichte seit etwa zwanzig Jahren erprobt.» Claudia Opitz, Neue Zürcher Zeitung
«Davis wechselt immer wieder die Seiten, spitzt die historische Rekonstruktion auf einzelne Figuren oder Knotenpunkte zu, die die Handlungsweisen der drei Frauen und ihre Selbstwahrnehmung vorgeben, aber im Laufe der Zeit auch von ihnen überschritten werden. Der Blick auf die Möglichkeiten, die sich den Frauen in einem bestimmten Moment eröffnen oder nicht, beleuchtet die Waghalsigkeit ihrer Unternehmungen, ihre Leidenschaften und Wünsche besser, als es die bloße Darstellung von Fakten vermöchte.» Helga Meise, Frankfurter Allgemeine Zeitung

## Ausgaben
- Englische Originalausgabe: Natalie Zemon Davis: Women on the margins: three seventeenth-century lives. Harvard University Press, Cambridge 1995, ISBN 0-674-95520-X.
- Deutsche Übersetzung: Natalie Zemon Davis: Drei Frauenleben: Glikl, Marie de l'Incarnation, Maria Sibylla Merian. Verlag Klaus Wagenbach, Berlin 1996, ISBN 978-3-8031-3584-1.